# IC 768
IC 768 ist eine Spiralgalaxie vom Hubble-Typ Sc im Sternbild Jungfrau auf der Ekliptik. Sie ist schätzungsweise 177 Mio. Lichtjahre von der Milchstraße entfernt und hat einen Durchmesser von etwa 75.000 Lichtjahren. Unter der Katalognummer VCC 38 wird sie als Mitglied des Virgo-Galaxienhaufens gelistet.
Im selben Himmelsareal befinden sich u. a. die Galaxien IC 767, IC 769, IC 3036, IC 3039.
Das Objekt wurde am 1. April 1892 vom französischen Astronomen Stéphane Javelle entdeckt.